# 小行星4826
小行星4826（英語：4826 Wilhelms）是一颗围绕太阳公转的小行星。1988年5月11日，卡罗琳·舒梅克在帕洛马山发现了此天体。
这颗小行星的绝对星等为223.4481879211752等。